# Großer Stein
Großer Stein o Grosser Stein es un cono volcánico de Westerwald, Alemania. Se formó hace unos 20 o 30 millones de años. El volcán expulsó muchas coladas de lava y ceniza volcánica. Cuando cesó, la glaciación hizo modificar el viejo volcán. Está compuesto de basalto y su coordenadas son:  50.217653°   7.943646°